# Lagos da Beira e Lajeosa
Lagos da Beira e Lajeosa (llamada oficialmente União das Freguesias de Lagos da Beira e Lajeosa) es una freguesia portuguesa del municipio de Oliveira do Hospital, distrito de Coímbra.

## Historia
Fue creada el 28 de enero de 2013 en aplicación de una resolución de la Asamblea de la República de Portugal promulgada el 16 de enero de 2013 con la unión de las freguesias de Lagos da Beira y Lajeosa, pasando su sede a estar situada en la antigua freguesia de Lagos da Beira.

## Demografía
| Gráfica de evolución demográfica de Lagos da Beira e Lajeosa entre 2011 y 2021 |
|                                                                                |
| Datos según el nomenclátor publicado por el INE portugués.                     |